# اسکات مارتین
اسکات مارتین (انگلیسی: Scott Martin؛ زادهٔ ۶ نوامبر ۱۹۸۱) نقشه خوان، و راننده رالی اهل بریتانیا است.

## زندگینامه
اسکات مارتین حرفه رالی خود را در سال ۲۰۰۱ با رانندگی مشترک در رالی ملی در بریتانیا آغاز کرد. او با متیو ویلسون در سال ۲۰۰۴ به عنوان دومی در مسابقات رالی بریتانیا (BRC) با فورد فوکوس آر‌اس دست یافت. پس از فصل ۲۰۰۴، مارتین در طرح نخبگان رالی بریتانیا MSA، یک طرح آموزشی تخصصی برای رانندگان رالی جوانان بریتانیای پذیرفته شد.
در سال ۲۰۰۵ او در مسابقه افتتاحیه قهرمانی رالی بریتانیا، رالی ولز، دچار یک تصادف شدید شد و با هواپیما به بیمارستان منتقل شد. بعداً در همان سال او به همراه ویلسون به اولین برد بین المللی خود در رالی تراکرود دست یافت. این تیم همچنین در استیج (یک بخش از یک رالی) رالی کالین مک‌ری اول شد.
در سال ۲۰۰۶ مارتین با راننده اسکاتلندی بری کلارک با خودرو فورد فیستا اس‌تی مقام سوم را در سری مسابقات جام قهرمانی بین‌المللی اسپورت فیستا که با نام (FSTi) شناخته میشود مقام سوم را در کلاس اس۱۶۰۰ به دست آورد. سال بعد او اولین برد خود را در سری مسابقات بین المللی در FSTi با هم تیمی خود کلارک به دست آورد و با مارک هیگینز در مجموع در مسابقات قهرمانی جهان رالی خودروهای تولیدی به مقام سوم رسید.
در طول سال های ۲۰۰۸-۲۰۱۱ او با متیو ویلسون و با خودروی فورد فوکوس آر‌اس (۱۰-۲۰۰۸) و فورد فیستا آر‌اس (۲۰۱۱) رانندگی کرد و در سری مسابقات رالی قهرمانی جهان به رقابت پرداخت. این زوج در سال ۲۰۰۹ و دوباره در سال ۲۰۱۱ به مقام هفتم در رده بندی کلی مسابقات رالی قهرمانی جهان دست یافتند.
او در سال ۲۰۱۲ تنها در دو رویداد در مسابقات رالی قهرمانی جهان شرکت کرد، سپس در سال ۲۰۱۳ به عنوان کمک راننده شیخ خالد القاسمی با سیتروئن دی‌اس۳ به رقابت پرداخت. این تیم در ۷ مسابقه از مسابقات رالی قهرمانی جهان و در پنج مسابقه در قهرمانی رالی خاورمیانه (MERC) شرکت کرد که در مجموع در جایگاه دوم قرار گرفت.
در پایان سال ۲۰۱۳ اسکات مارتین در ۸۲ رالی در مسابقات رالی قهرمانی جهان شرکت کرده بود. او با ۲۸۴۴ امتیاز در رده بندی IRDA (انجمن بین المللی رانندگان رالی) در رده بندی کلی کمک رانندگان در جایگاه سیزدهم ایستاد و او را به بالاترین رتبه یک کمک راننده بریتانیا تبدیل کرد. 
در سال ۲۰۱۴ او و کریگ برین راننده ایرلندی برنده رالی یونان ۲۰۱۴ در یونان شدند.